# Tin Pan Alley

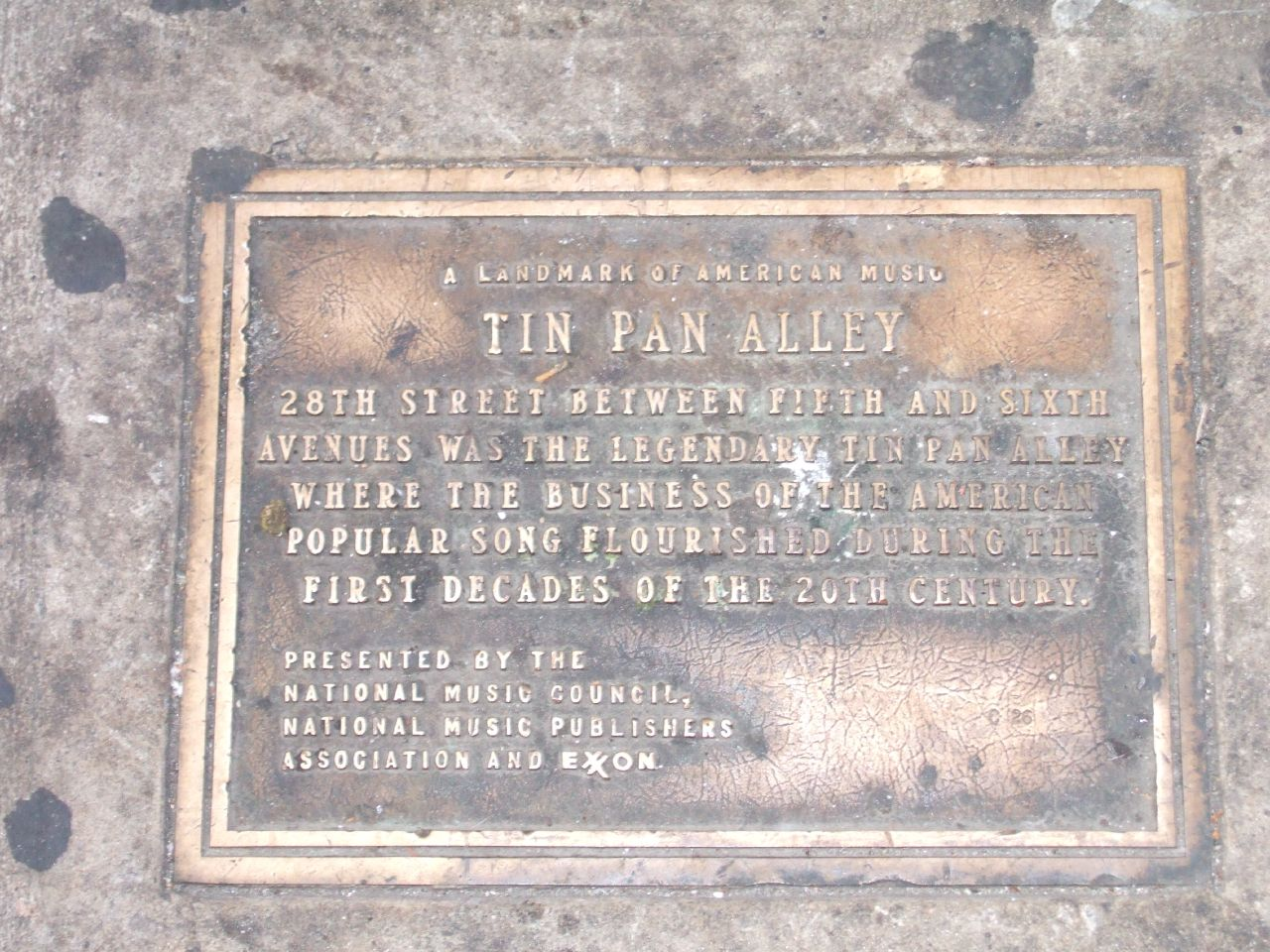
Placca commemorativa di Tin Pan Alley a New York.

Tin Pan Alley (cioè "Vicolo della padella stagnata") è il nome dato all'industria musicale newyorkese, specializzata nella scrittura di canzoni e nella stampa di spartiti, che dominò il mercato della musica popolare nordamericana tra la fine del XIX e la prima metà del XX secolo. In seguito il termine fu usato per designare (spesso in modo spregiativo) il tipo di canzoni promosso dall'industria musicale popolare nordamericana ed europea, prima dell'avvento della canzone d'autore negli anni sessanta del '900.

## Storia
L'inizio viene fatto risalire al 1885, anno a partire dal quale un gran numero di editori musicali stabilì la propria sede a New York. Più difficile è stabilire in quale periodo essa finì. Alcuni indicano il declino di Tin Pan Alley attorno al 1930, quando la Grande depressione e l'avvento della radio e del fonografo minarono il dominio degli editori musicali, restringendo drasticamente il mercato degli spartiti. Altri prolungano il regno di Tin Pan Alley fino al decennio del 1950 e lo fanno terminare con l'avvento del rock and roll.
Il nome derivò dal suono cacofonico dei pianoforti che invadeva le strade provenendo dalle finestre delle sale di prova, e ricordava quello ottenuto percuotendo padelle stagnate (alley è il nome dei tipici vicoli di New York). Si dice  che sia stato coniato dal compositore Monroe H. Rosenfeld (autore fra l'altro di Those wedding bells shall not ring out - 1896)
Inizialmente la 'alley' era collocata sulla 14ª Strada Est e attorno a Union Square, dove avevano preso sede le prime case editrici (H. Witmark & Sons - la più grande - T.B. Harms & Co., Hawley, Haviland & Co., Joseph W. Stern & Co., Feist & Frankenthaler e F.A.Mills). All'inizio del 1890 - quando il termine divenne di uso comune - la 'alley' seguì le sedi degli editori spostandosi sulla 28ª strada Ovest tra la Quinta e la Sesta Avenue. La sua presenza è ricordata da una placca sul marciapiede della 28ª Strada tra Broadway e la Sesta Avenue, in un isolato che è parte del Flatiron District di Manhattan. Nel periodo tra le due guerre mondiali le attività di Tin Pan Alley si spostarono nuovamente su Broadway, vicino alla 50ª strada e in particolare nel Brill Building. Gli autori più importanti del periodo erano Gerry Goffin e Carole King (Aldon Music), Leiber e Stoller, e Jeff Barry e Ellie Greenwich.

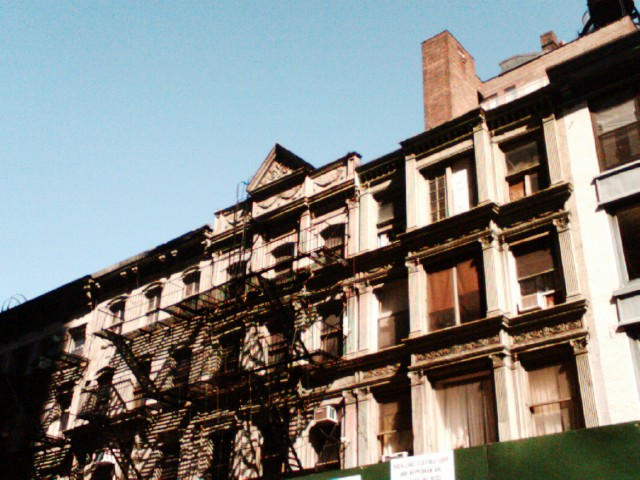
Questi edifici, situati tra la Sesta Avenue e Broadway sulla 28ª strada, ospitavano le sedi degli editori musicali che dominarono la musica popolare nordamericana all'inizio del XX secolo.

Tra i nomi più famosi associati a Tin Pan Alley vi sono sicuramente quello di George Gershwin che iniziò a lavorarvi come song plugger (un pianista che suonava le nuove canzoni per promuovere la vendita degli spartiti), e quello di Irving Berlin, che vi aveva l'ufficio.
Agli inizi, Tin Pan Alley era specializzata in pezzi sentimentali melodrammatici e canzonette brillanti e comiche, ma presto abbracciò altri stili alla moda, quali il cakewalk e il ragtime. In seguito si rivolse al jazz e al blues, anche se in misura minore, visto che Tin Pan Alley era soprattutto orientata alla produzione di canzoni che potevano essere eseguite da cantanti dilettanti o da orchestre di paese. Negli anni 1910 e 1920 Tin Pan Alley si dedicò a produrre e pubblicare canzoni popolari e numeri da ballo negli stili jazz e blues allora in voga.
La grande diffusione che Tin Pan Alley garantiva ai generi di cui si interessava poteva però andare a discapito dell'autenticità del genere stesso, come notano alcuni commentatori:
(Gildo De Stefano)

## Compositori e parolieri
Elenco dei compositori e parolieri associati a Tin Pan Alley:
- Milton Ager
- Thomas S. Allen
- Ernest Ball
- Irving Berlin
- Shelton Brooks
- Nacio Herb Brown
- Irving Caesar
- Hoagy Carmichael
- George M. Cohan
- Con Conrad
- J. Fred Coots
- Buddy DeSylva
- Walter Donaldson
- Paul Dresser
- Dave Dreyer
- Al Dubin
- Dorothy Fields
- Ted Fio Rito
- Max Freedman
- Cliff Friend
- George Gershwin
- Ira Gershwin
- Charles K. Harris
- James P. Johnson
- Isham Jones
- Scott Joplin
- Gus Kahn
- Jerome Kern
- Al Lewis
- Sam M. Lewis
- F.W Meacham
- Johnny Mercer
- Theodora Morse
- Ethelbert Nevin
- Bernice Petkere
- Maceo Pinkard
- Lew Pollack
- Cole Porter
- Andy Razaf
- Harry Ruby
- Al Sherman
- Lou Singer[4]
- Ted Snyder
- Kay Swift
- Albert Von Tilzer
- Harry Von Tilzer
- Fats Waller
- Harry Warren
- Richard A. Whiting
- Harry M. Woods
- Jack Yellen
- Vincent Youmans
- Joe Young
- Hy Zaret[4]